# Alguber
Alguber es una freguesia portuguesa del concelho de Cadaval, con 19,19 km² de superficie y 1.011 habitantes (2001). Su densidad de población es de 52,7 hab/km².